# Ингем, Альберт
Альберт Эдвард Ингем (англ. Albert Edward Ingham, * 3 апреля 1900 г. Нортгемптон, Великобритания; † 6 сентября 1967 г. Шамони, Франция) - британский математик, научной сферой интересов которого были математический анализ и аналитическая теория чисел. 

## Жизнь и творчество
Участник Первой мировой войны, служил в британской армии солдатом в её последние месяцы. В 1919 году получает государственную стипендию для учёбы в университете, и поступает в Тринити-колледж Кембриджского университета, на математический факультет. Будучи студентом, награждается почётной премией Смита. В 1922 году избирается действительным членом Тринити-колледжа. В том же году защищает диплом под руководством профессора Джона Эденсора Литтлвуда. В последующие годы занимается исключительно научными исследованиями, в частности, посещает Германию и работает в Гёттингенском университете. В 1926 году читает лекции в университете британского Лидса. В 1930 году учёный возвращается в Кембриджский университет, где занимается преподаванием. В 1953 году он становится профессором. Скончался в отпуске, во время путешествия по Альпам. 
Основной темой научных интересов Альберта Ингема были аналитическая теория чисел, специальная теория римановой зета-функции и распределения простых чисел. О последнем учёный пишет и выпускает в 1932 году учебник, признанный в наше время классическим. Также занимался теорией математических рядов, продолжая  работы Норберта Винера. В 1937 году он предлагает своё решение к предложенному Гвидо Хоэйзелом дифференцированию последовательности простых чисел. В 1919 году Ингем создаёт также свою методику решения т.н. «предположения Пойи». В 1960 году он смог доказать правильность своего подхода экспериментально с помощью компьютера. 
Среди учеников Альберта Ингема следует выделить Колина Брайана Хазельгроува. В 1945 году Ингем был принят в число членов Королевского научного общества Великобритании. 

## Сочинения
- On the distribution of prime numbers. Cambridge University Press (Cambridge Tracts), 1932.

## Дополнения
- Albert Edward Ingham в материалах «zbMATH».

1. 1 2 3 4 5 6  Архив по истории математики Мактьютор — 1994.
2. ↑  Find a Grave (англ.) — 1996.
3. ↑  https://royalsocietypublishing.org/doi/abs/10.1098/rsbm.1968.0012